# Михаил Поройлията
Вижте пояснителната страница за други личности с името Поройлията.
Михаил (Михал, Миял) Симов Янков, известен като Поройлията, е български революционер, войвода на Вътрешната македоно-одринска революционна организация.

## Биография
Махаил Поройлията е роден в село Горни Порой, днес Ано Пороя, Гърция. Действа като харамия заедно с Димитър Гърчев и Алексо Поройлията, като след серия от техни убийства в Горни и Долни порой са извършени редица арести на местни българи. Влиза във ВМОРО и става терорист на организацията. От 1899 година е нелегален четник, а от 1900 година става самостоятелен войвода. Отделя се от четата и си позволява неподчинение на ръководителите и своеволни убийства на местни власи, за което е осъден на смърт от ВМОРО. Присъдата е изпълнена през лятото на 1901 година от Иван Анастасов Гърчето и още един четник.